# Emilio Fede
Emilio Fede (Barcellona Pozzo di Gotto, Mesina, Italia; 24 de junio de 1931) es un periodista y presentador de televisión italiano.
Desde 1992 hasta 2012 presentó y dirigió el informativo TG4 de Rete 4.

## Biografía
Emilio Fede pasó su juventud en el pueblo de San Piero Patti, en la provincia de Mesina. Inició su carrera periodística realizando colaboraciones y artículos para diversos medios locales, llegando a colaborar con la Gazzetta del Popolo de Turín. En 1954 pasa a formar parte de la plantilla de la RAI, medio en el que desarrolla su carrera profesional. Colaboró como enviado especial en África durante ocho años, en una etapa marcada por la descolonización del continente y los procesos de independencia de esos países. Por ello, su rostro comenzó a ser conocido entre la audiencia italiana.
Fede abandona su puesto como enviado especial para trabajar en el programa informativo TV7, y en 1976 se convierte en el presentador del TG1 durante cinco años. Desde 1981 hasta 1982 es el director del informativo, y tras dejar ese cargo permanece en el ente público hasta 1987, cuando se marcha de Rai Uno por discrepancias políticas.
Tras esta experiencia, Fede ficha en 1989 por los medios de comunicación de Fininvest, propiedad de Silvio Berlusconi, y desarrolla los servicios informativos de los tres canales privados italianos. Tras dirigir Video News, el 16 de enero de 1991 impulsa Studio Aperto en Italia 1, con el que Fininvest-Mediaset cubrió toda la Guerra del Golfo en primicia, y que fue el primer informativo de una televisión privada en ese país. Un año después crea TG4 en Rete 4, donde muestra una línea editorial marcadamente conservadora y favorable a Berlusconi.
Fede dirigió TG4 hasta finales de marzo de 2012, cuando fue despedido a los 81 años.

## Controversia
Emilio Fede es uno de los periodistas más controvertidos de Italia, al que sus detractores han acusado de ofrecer una visión manipulada de la realidad y muy favorable a Berlusconi, al que considera un buen amigo. En 1994, cuando Silvio Berlusconi da el salto a la política con el partido Forza Italia, el TG4 ofreció una amplia cobertura a los actos de dicha formación, en detrimento del resto de formaciones. Tras la primera victoria de Berlusconi en 1994, afirmó en su informativo lo siguiente:

Silvio Berlusconi ha ganado en Italia. Permitidme decir que ha luchado con gran valentía, contra todos, contra gran parte de la prensa, contra los amigos que le aconsejaban no dar este paso. Creo que no desvelo nada de particular diciendo que he recibido una llamada suya de amigo a amigo. Hablaba ya como político y ya se creaba una separación de hecho entre él, que ha sido mi editor, y yo que soy el director de un informativo suyo, que ahora por cinco años puede trabajar con total libertad

Años más tarde, ha llegado incluso a ser condenado por las autoridades audiovisuales italianas, por violar la pluralidad informativa durante las campañas electorales. Fede también ha utilizado su posición como presentador para criticar con dureza a políticos, artistas y personajes públicos críticos con su labor y el centroderecha, tales como Nanni Moretti, al que llegó a denunciar, o Roberto Saviano, del cual llegó a insinuar que estaba exagerando las amenazas de muerte proferidas por la Camorra tras la publicación del libro Gomorra.

## Libros
- Finché c'è Fede (1997)
- Privé. La vita è un gioco (1998)
- L'invidiato speciale (1999)
- La foglia di fico (2000)
- Samba dei ruffiani (2001)
- La cena dei cretini (2002)
- Ladro d'amore (2003)
- Peluche (2005)
- Fuori Onda (2006)